# فرس البحر القطيري
فرس البحر القطيري (الاسم العلمي: Hippocampus guttulatus) (بالإنجليزية: Long-snouted seahorse)‏ هو نوع من الأسماك يتبع جنس فرس البحر من فصيلة زمارات البحر.